# Pangasius conchophilus
Pangasius conchophilus är en fiskart som beskrevs av Roberts och Vidthayanon, 1991. Pangasius conchophilus ingår i släktet Pangasius och familjen Pangasiidae. IUCN kategoriserar arten globalt som livskraftig. Inga underarter finns listade i Catalogue of Life.